# Käte Meyer-Drawe
Käte Meyer-Drawe (* 6. Juni 1949 in Bielefeld) ist eine deutsche Pädagogin und Hochschullehrerin an der Ruhr-Universität Bochum.

## Werdegang
Käte Meyer-Drawe promovierte in Bielefeld im Jahr 1978 zum Thema Der Begriff der Lebensnähe und seine Bedeutung für eine pädagogische Theorie des Lernens und Lehrens. Im Jahr 1984 schloss sich die Habilitation zum Thema: Leiblichkeit und Sozialität. Phänomenologische Beiträge zu einer pädagogischen Theorie der Inter-Subjektivität an. Sie ist Professorin im Ruhestand für Theorien der Erziehung und Erziehungswissenschaft an der Ruhr-Universität Bochum. 2015 wurde sie in die Nordrhein-Westfälische Akademie der Wissenschaften und der Künste gewählt. 2022 empfing sie ein Ehrendoktorat der Universität Klagenfurt.

## Schriften (Auswahl)
Monographien
- Illusionen von Autonomie. Diesseits von Ohnmacht und Allmacht des Ich. P. Kirchheim, München 1990, 2000. ISBN 3-87410-034-0.
- Menschen im Spiegel ihrer Maschinen. München 1996, 2007.
- Diskurse des Lernens. München 2008. ISBN 978-3-7705-4412-7.

Herausgeberschaft
- mit Helmut Peukert und Jörg Ruhloff: Pädagogik und Ethik. Beiträge zu einer zweiten Reflexion. Weinheim 1992, 1996.
- mit Kristin Platt: Wissenschaft im Einsatz. München 2007.

Aufsätze
- Der blinde Fleck des „ego cogito“. In: Klaus Schaller (Hrsg.): Comenius. Erkennen – Glauben – Handeln. Sankt Augustin 1985, S. 127–134.
- Zähmung eines wilden Denkens? Jean Piaget und Merleau-Ponty zur Entwicklung von Rationalität. In: Métraux, Alexandre, Bernhard Waldenfels (Hrsg.): Leibhaftige Vernunft. Spuren von Merleau-Pontys Denken. München 1986, S. 258–275.
- „Du sollst dir kein Bildnis noch Gleichnis machen …“ – Bildung und Versagung. In: Hans-Christoph Koller, Winfried Marotzki, Olaf Sanders (Hrsg.): Bildungsprozesse und Fremdheitserfahrung. Beiträge zu einer Theorie transformatorischer Bildungsprozesse. Bielefeld 2007, S. 83–94.
- Inschriften des Leibes: Tattoos, Piercings, Brandings. In: Cathrin Gutwald, Raimar Zons (Hrsg.): Die Macht der Schönheit. München 2007, S. 221–244.